# Коцейовський Олександр Леопольдович
Олександр Леопольдович Коцейовський (рос. Коцейовский Александр Леопольдович, 1887–1919) — історик стародавнього світу, єгиптолог.

## Життєпис
Народився 2 січня 1887 року у сім'ї присяжного повіреного на Чернігівщини.
У 1896—1900 роках навчався у київській 1-й гімназії, а в 1900—1906 роках у петербурзькій Введенській гімназії.
У 1906—1910 роках навчався на історичному відділенні історико-філологічного факультету Санкт-Петербурзькому університету. Єгиптологію вивчав під керівництвом найавторитетнішого єгиптолога у Російській імперії проф. Б. Тураєва. Після закінчення Санкт-Петербурзький державний університету був залишений на кафедрі східних мов для підготовки до магістерської дисертації. У 1913 році вивчав єгиптологію у Берліні під керівництвом професорів А. Ермана, Г. Меллера, ассиріологію та давньоєврейську мову — у Г. Штрака.
Після повернення з закордону в 1914 році склав магістерські екзамени у Петроградському університеті та одержав права приват-доцента. За рекомендацією Б. Тураєва обраний Радою історико-філологічного факультету Імператорського Новоросійського університету приват-доцентом на кафедрі загальної історії.
У 1915—1919 роках читав курси з єгиптології, історії Давнього Сходу, історії мистецтва Давнього Сходу, спецкурси «Магомет» та «Єгипетська релігія». Публікував статі у виданні «рос. Записки классического отделения Русского археологического общества», «Гермес», «рос. Записки Палестинського общества», в одеських газетах про єврейське питання у Давньому Римі, історію свята Різдва Христова, революції у Давньому Єгипті. Брав активну участь у роботі ОБТ при ІНУ та Одеського відділення імператорського товариства сходознавства, що діяло в Одесі протягом 1916—1917 років (прочитав доповіді «рос. Положение женщины в Древнем Египте», «рос. Религиозная сторона власти фараонов и тексты пирамид»).
У 1918 році опублікував в Одесі фундаментальне дослідження текстів давньоєгипетських пірамід, яку у 1919 році захистив у Харківському університеті як магістерську дисертацію. Однак на зворотному шляху до Одеси на станції «Знам'янка», захворів на тиф та помер. Головним його внеском у науку була магістерська дисертація, що мала цінне археографічне та аналітичне значення. Історик вперше ґрунтовно дослідив одне з найважливіших джерел для дослідження історії Стародавнього Єгипту. У подальшій історіографії його праця була базовою для видатних єгиптологів Міліци Матьє та Михайла Коростовцева.

## Праці
- (рос.)Иератическая часть берлинского папируса 3008 призывания Изиды и Нефтиды. — СПб., 1913;
- (рос.)Славословие Озириса // Древний мир: Изборник источников по культурной истории Востока, Греции и Рима/ Под ред. Б. А. Тураева, И. Н. Бороздина. — СПб., 1915;
- (рос.)Рец. на Тураев Б. Рассказ египтянина Синухета. — М., 1915 // Известия Одесского библиографического общества. — Т.5. — 1916;
- (рос.)Рец. на: А. Морэ Цари и Боги Египта // Известия Одесского библиографического общества. — Т.5. — 1916;
- (рос.)Рец. на: Бальмонт К. Край Озириса // Известия Одесского библиографического общества. — Т.5. — 1916;
- (рос.)Рец. на: Кагаров Е. Прошлое и настоящее египтологии // Известия Одесского библиографического общества. — Т.5. — 1916;
- (рос.)Coptica за 1912—1915 // Христианский Восток. — Т.4. — В.2; Тексты пирамид // ЗИФФНУ. — 1917. — Т.14.